# كوهي نيشينو
كوهي نيشينو (باليابانية: 西野 晃平) (15 أبريل 1982 في هيوغو في اليابان – )؛ هو لاعب كرة قدم ياباني سابق كان يلعب كمهاجم.

## وصلات خارجية
- كوهي نيشينو على موقع رابطة كرة القدم اليابانية للمحترفين (اليابانية)
- كوهي نيشينو على موقع قاعدة بيانات كرة القدم.إي يو (الإنجليزية)
- كوهي نيشينو على موقع Soccerway.com (الإنجليزية)
- كوهي نيشينو على موقع عالم كرة القدم.نت (الإنجليزية)